# Siemovit de Bytom
Siemovit de Bytom (polonais : Siemowit bytomski; (né vers 1292 – † vers 1342 après le 1er juillet), fut duc de Bytom de  1312 à  1316 et duc de Gliwice de 1340 jusqu'à sa mort.

## Biographie
Siemovit ou Siemowit est le 3e fils du duc Casimir de Bytom et de son épouse Hélène. On ignore pourquoi à la mort de son père c'est lui qui hérite du duché de Bytom dont il reste formellement corégent jusqu'en 1311. Bien que le rôle politique de Siemovit soit très effacé il établit des contacts avec la cour de Ladislas Ier de Pologne au château de Wawel. Siemowit ne peut se maintenir à  Bytom que quatre ans jusqu'en 1316, lorsque dans des circonstances inconnues son frère ainé Ladislas de Bytom s'empare du gouvernement du duché familial.
La mention suivante relative à Siemowit est du 19 février 1327, quand avec son frère Ladislas ils rendent l'Hommage féodal au roi Jean Ier de Bohême à Opava. Cet événement démontre que, quelles que soient les raisons qui ont présidé à l'éviction de Siemovit de la souveraineté sur Bytom en 1316, à la fin de la décennie 1320 une réconciliation semble être intervenue entre les frères. Siemowit est ensuite mentionné vers 1341 dans un document de l'évêque de Wrocław, Preczlaw von Pogarell, où il est dénommé duc de  Gliwice. C'est la dernière mention de Siemovit vivant. Il meurt vers 1342 avant le 1er juillet, célibataire et sans héritier. On ignore où il a été inhumé. Après sa mort la cité de Gliwice fait retour au duché de  Bytom.

## Sources
- (en) Cet article est partiellement ou en totalité issu de l’article de Wikipédia en anglais intitulé « Siemowit of Bytom » (voir la liste des auteurs), édition du 8 septembre 2014.
- (en) & (de) Peter Truhart, Regents of Nations, K. G Saur Münich, 1984-1988 (ISBN 359810491X), Art. « Beuthen (poln. Bytom) », p.  2.448.
- (de) Europaïsche Stammtafeln Vittorio Klostermann, Gmbh, Francfort-sur-le-Main, 2004  (ISBN 3465032926),  Die Herzoge von Oppeln bis 1313, von Beuthen und Kosel †1354/55 Stammes der Piasten Volume III Tafel 15.
- (de) Historische Kommission für Schlesien (Hrsg.): Geschichte Schlesiens, Bd. 1, Sigmaringen, 1988,  (ISBN 3-7995-6341-5), S. 145 und 149.
- (cs) Rudolf Žáček: Dějiny Slezska v datech. Praha 2004,  (ISBN 80-7277-172-8), S. 414 und 506.